# کایل تیلور
کایل تیلور (انگلیسی: Kyle Taylor؛ زادهٔ ۲۶ مهٔ ۱۹۹۹بازیکن فوتبال اهل بریتانیا است.
از باشگاه‌هایی که در آن بازی کرده‌است می‌توان به باشگاه فوتبال ای‌اف‌سی بورنموث اشاره کرد.